# Evans Kondogbia
Pour les articles homonymes, voir Kondogbia.
Evans Kondogbia, né le 3 mai 1989 à Nemours (France), est un footballeur international centrafricain qui joue au poste d'attaquant.
Son frère, Geoffrey Kondogbia, est également international centrafricain. Il évolue au poste de milieu de terrain à l’Olympique de Marseille.

## Biographie
Evans Kondogbia est formé dans le club français du FC Lorient. Cependant, il ne joue aucun match en pro avec cette équipe.
En 2009, il rejoint la Belgique et évolue alors dans les divisions inférieures belges : au RRC Hamoir, à Sprimont, et au RFC Liège. En 2013, il est transféré au Sporting Charleroi, club de première division belge. Il ne joue aucun match et est prêté en janvier 2014 au KRC Malines, un club de troisième division où il termine la saison. Le 4 août 2014, il est annoncé comme nouvelle recrue de l'AC Arles-Avignon, en Ligue 2.
Le 21 juillet 2015, il est acheté par l'Inter Milan en même temps que son frère Geoffrey Kondogbia avant d'être prêté en troisième division italienne dès le lendemain à l'AC Renate. Après avoir joué cinq rencontres en six mois, il revient à l'Inter pour être à nouveau prêté pour six mois au FC Jumilla, club de troisième division espagnole. Durant l'été 2016, il est transféré par le Foligno Calcio, un club de Serie D où il ne joue aucun match et casse son contrat après des divergences avec le club. Il s'engage en décembre avec le Seregno FC 1913, un autre club évoluant en quatrième division italienne.

## Statistiques
| Saison                | Club                  | Championnat           | Championnat | Championnat | Coupe nationale | Coupe nationale | Coupe de la Ligue | Coupe de la Ligue | Séries | Séries | Total | Total |
| Saison                | Club                  | Division              | M.          | B.          | M.              | B.              | M.                | B.                | M.     | B.     | M.    | B.    |
| 2009-2010             | RRC Hamoir            | Promotion             | 23          | 9           | 0               | 0               | -                 | -                 | -      | -      | 23    | 9     |
| 2010-2011             | Sprimont Comblain     | Promotion             | 8           | 3           | 3               | 1               | -                 | -                 | -      | -      | 11    | 4     |
| 2011-2012             | RFC Liège             | Promotion             | 19          | 6           | 2               | 0               | -                 | -                 | 1      | 0      | 22    | 6     |
| 2012-2013             | RFC Liège             | Promotion             | 24          | 10          | 2               | 0               | -                 | -                 | 3      | 0      | 29    | 10    |
| 2013-2014             | Sporting Charleroi    | Pro League            | 0           | 0           | 0               | 0               | -                 | -                 | -      | -      | 0     | 0     |
| 2013-2014             | KRC Malines (prêt)    | Division 3            | 10          | 0           | 0               | 0               | -                 | -                 | 1      | 1      | 11    | 1     |
| 2014-2015             | AC Arles-Avignon      | Ligue 2               | 1           | 0           | 1               | 0               | 1                 | 0                 | -      | -      | 3     | 0     |
| 2015-2016             | AC Renate             | Lega Pro              | 5           | 0           | 0               | 0               | -                 | -                 | -      | -      | 5     | 0     |
| 2015-2016             | FC Jumilla            | Segunda División B    | 1           | 0           | 0               | 0               | -                 | -                 | -      | -      | 1     | 0     |
| 2016-2017             | Foligno Calcio        | Serie D               | 0           | 0           | 0               | 0               | -                 | -                 | -      | -      | 0     | 0     |
| 2016-2017             | Seregno FC 1913       | Serie D               | 0           | 0           | 0               | 0               | -                 | -                 | -      | -      | 0     | 0     |
| Total sur la carrière | Total sur la carrière | Total sur la carrière | 91          | 28          | 8               | 1               | 1                 | 0                 | 5      | 1      | 105   | 30    |